# دیکتاتوری نظامی برزیل
دیکتاتوری نظامی برزیل (به پرتغالی: Ditadura Militar do Brasil) حکومت نظامی اقتدارگرایی بود که از ۱ آوریل ۱۹۶۴ تا ۱۵ مارس ۱۹۸۵ به مدت بیش از بیست سال در برزیل حکمرانی می‌کرد. این حکومت با کودتای ۱۹۶۴ برزیل و سرنگونی ژواو گولارت آغاز شد. حکومت نظامی برزیل در سال ۱۹۸۵ با شروع ریاست جمهوری ژوزه سارنی پایان یافت. از جمله رخدادهای این دوران می‌توان به معجزه برزیلی اشاره کرد.